# Nycteola lichenaria
Nycteola lichenaria är en fjärilsart som beskrevs av Louis Beethoven Prout 1928. Nycteola lichenaria ingår i släktet Nycteola och familjen trågspinnare. Inga underarter finns listade i Catalogue of Life.